# جيمي هيل
جيمي هيل (بالإنجليزية: Jimmy Hill) (مواليد 22 يوليو 1928 في لندن، إنجلترا - 19 ديسمبر 2015)، كان لاعب كرة قدم إنجليزي كان يلعب كمهاجم. لعب خلال مسيرته 359 مباراة سجل خلالها 51 هدفاً.

## روابط خارجية
- جيمي هيل على موقع IMDb (الإنجليزية)
- جيمي هيل على موقع قاعدة بيانات الفيلم (الإنجليزية)
- جيمي هيل على موقع كينوبويسك (الروسية)
- جيمي هيل على موقع قاعدة بيانات كرة القدم.إي يو (الإنجليزية)
- جيمي هيل على موقع Soccerbase.com (مدرب) (الإنجليزية)